# Vedruka (Paide)
Vedruka (Duits: Wedruka) is een plaats in de Estlandse gemeente Paide, provincie Järvamaa. De plaats heeft de status van dorp (Estisch: küla).
Tot in oktober 2017 behoorde Vedruka tot de gemeente Roosna-Alliku. In die maand werd Roosna-Alliku bij Paide gevoegd.

## Bevolking
Het dorp had 20 inwoners op 31 december 2011 en 15 inwoners op 31 december 2021.

## Geschiedenis
Vedruka werd in 1564 voor het eerst genoemd onder de naam Wetroch. Het dorp behoorde oorspronkelijk tot het landgoed van Mäo, na 1686 tot het landgoed van Viisu.
Tot 1977 waren Vedruka en Viisu één dorp. In 1977 werd Vedruka bij het buurdorp Koordi gevoegd, terwijl Viisu een zelfstandig dorp werd. In 1997 werd Vedruka afgesplitst van Koordi.